# استانسیا داش‌آرخ
استانسیا داش‌آرخ (به لاتین: Stansiya Daşarx) یک منطقه مسکونی در جمهوری آذربایجان است که در شهرستان شرور واقع شده است. این روستا ۴۰۷ نفر جمعیت دارد.